# Машанлы
Машанлы́ (азерб. Maşanlı) — село в Джебраильском районе Азербайджана, расположенное на левом берегу реки Аракс, в 19 км к югу от города Джебраил.

## Топонимика
Согласно «Энциклопедическому словарю топонимов Азербайджана», название села происходит от названия поколения машанлы. Село было основано поселившимися на берегу Аракса семьями из села Даг-Машанлы этого же района. Другое название села Араз Машанлы.

## История

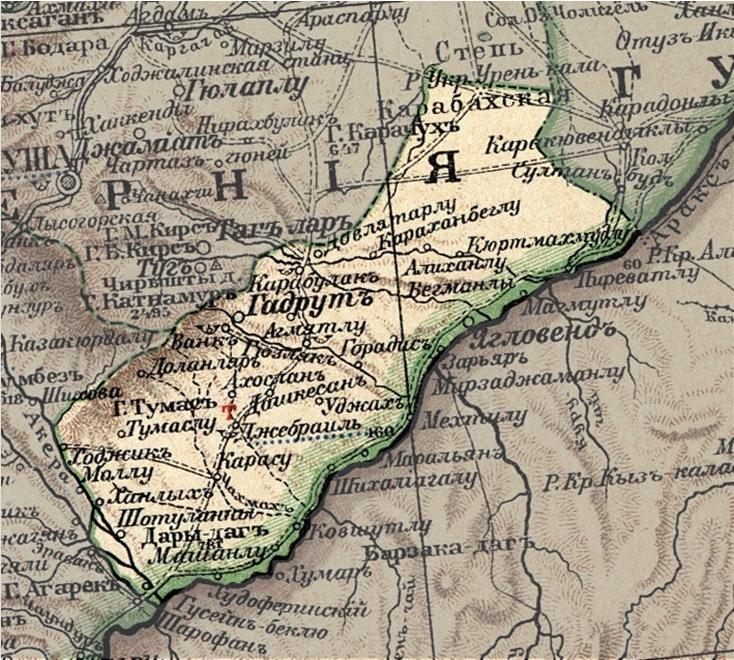
Село Машанлу на карте Джебраильского уезда 1903 года

Село было основано поселившимися на берегу Аракса семьями из села Даг-Машанлы этого же района.
В годы Российской империи село Машанлу входило в состав Джебраильского уезда Елизаветпольской губернии.
В советские годы село входило в состав Солтанлинского сельсовета Джебраильского района Азербайджанской ССР.  Решением Верховного Совета Азербайджанской Республики № 54-XII 7 февраля 1991 года село было отделено от Солтанлинского сельсовета и был создан Машанлинский сельсовет с центром в селе Машанлы.
В результате Первой карабахской войны в августе 1993 года перешло под контроль непризнанной Нагорно-Карабахской Республики и согласно её административно-территориальному делению, входило в состав Гадрутского района.
19 октября 2020 года президент Азербайджана Ильхам Алиев объявил об освобождении азербайджанской армией села Машанлы. 22 мая 2021 года Минобороны Азербайджана опубликовало видео из села Машанлы, где остались только руины домов, жизненно важная инфраструктура отсутствует.

## Население
По данным «Свода статистических данных о населении Закавказского края, извлеченных из посемейных списков 1886 года» в селе Машанлу Солтанлинского сельского округа Джебраильского уезда было 46 дымов и проживало 216 азербайджанцев (указаны как «татары»), которые были суннитами по-вероисповеданию и крестьянами.
По данным «Кавказского календаря» 1912 года в селе Машанлу Карягинского уезда проживало 220 человек, в основном азербайджанцев, указанных в календаре как «татары».
По данным издания «Административное деление АССР», подготовленного в 1933 году Управлением народно-хозяйственного учёта Азербайджанской ССР (АзНХУ), по состоянию на 1 января 1933 года в селе Машанлу, входившем в состав Солтанлинского сельсовета Джебраильского района Азербайджанской ССР проживало 131 жителей (24 хозяйства, 67 мужчин и 64 женщины). 94,9 % населения всего сельсовета составляли азербайджанцы (в источнике — «тюрки»).